# Suzuki (cognome)
Suzuki (鈴木?, Suzuki) è un diffusissimo cognome giapponese, secondo per diffusione dopo Satō.
È diffuso per la stragrande maggioranza sotto la dicitura in kanji 鈴木, ma è possibile trovarlo in piccolissime percentuali anche nelle varianti 鱸 e スズキ.
Il cognome Suzuki è dato dall'unione di due kanji: 鈴 (suzu, campana) e 木 (ki, albero). Se scritto 鱸 (suzuki) significa letteralmente spigola.

## Persone
- Aguri Suzuki - ex pilota automobilistico giapponese
- Akira Suzuki - chimico giapponese, scopritore della reazione di Suzuki
- Anju Suzuki - attrice e presentatrice giapponese
- Daichi Suzuki - ex nuotatore giapponese
- Daisetsu Teitarō Suzuki, anche D.T. Suzuki - studioso giapponese del Buddhismo Zen
- Damo Suzuki - cantante giapponese
- David Suzuki - ambientalista canadese
- Eri Suzuki - modella giapponese
- Harunobu Suzuki - pittore giapponese
- Hideto Suzuki - ex calciatore giapponese
- Hiroko Suzuki - attrice giapponese
- Hiromi Suzuki - ex atleta giapponese
- Hiroshi Suzuki - ex nuotatore giapponese
- Ichirō Suzuki - Star giapponese di baseball militante nella Major League Baseball
- Jun Suzuki (1967) - allenatore di calcio giapponese
- Jun Suzuki (1989) - calciatore giapponese
- Kantarō Suzuki - ammiraglio e politico giapponese
- Kasumi Suzuki - cantante e attrice giapponese
- Keita Suzuki - calciatore giapponese
- Kenzo Suzuki (1950) - astronomo giapponese
- Kenzo Suzuki (1974) - wrestler giapponese
- Kiyonobu Suzuki - doppiatore giapponese
- Kōji Suzuki - scrittore giapponese
- Kōsuke Suzuki - regista e produttore giapponese
- Kosuke Suzuki - attore giapponese
- Masami Suzuki - doppiatrice giapponese
- Masayuki Suzuki - batterista giapponese
- Norifumi Suzuki - regista e sceneggiatore giapponese
- Norio Suzuki - calciatore giapponese
- Seijun Suzuki - regista giapponese
- Shigeyoshi Suzuki (1902–1971) – allenatore di calcio e calciatore giapponese
- Shinya Suzuki - fumettista giapponese
- Shōhei Suzuki - astronomo giapponese
- Shōgo Suzuki - attore giapponese
- Takayuki Suzuki - calciatore giapponese
- Tatsuki Suzuki - pilota motociclistico giapponese
- Tatsuo Suzuki - karateka giapponese
- Tatsuya Suzuki - calciatore giapponese
- Toshio Suzuki (1948) - produttore cinematografico
- Toshio Suzuki (1955) - ex pilota giapponese
- Yoshitake Suzuki - autore di anime giapponese
- Yu Suzuki - creatore e produttore giapponese di videogiochi
- Yuki Suzuki - cantante giapponese
- Zenkō Suzuki - politico giapponese

## Nell'immaginario
- Sonoko Suzuki - personaggio della serie manga e anime Detective Conan

## Altro
Di grande successo è la famosa casa automobilistica giapponese Suzuki. Tale azienda, fra l'altro, è scritta nella dicitura in katakana スズキ (Su zu ki).